# Porte Michel
La Porte Michel (slovaque : Michalská brána) est la seule des quatre portes des remparts de la ville de Bratislava, en Slovaquie, ayant été conservée. Son nom dérive de celui d'un faubourg et d'une église consacrée à saint Michel, situés en dehors des murs. La tour fut construite au XIVe siècle. Son aspect baroque date de la rénovation effectuée dans les années 1753-1758. Sa hauteur actuelle est de 51 m.